# جکی کاندون
جکی کاندون (انگلیسی: Jackie Condon؛ ‏ ۲۵ مارس ۱۹۱۸ – ۱۳ اکتبر ۱۹۷۷) بازیگر اهل ایالات متحده آمریکا بود.
از فیلم‌هایی که وی در آن نقش داشته است، می‌توان به سگم را دوست دارم، یک روز ناگوار، دارودسته ما، آتش‌نشانان، تلفات جنگ!، شرکت بارنوم و رینگلینگ، کک‌های جنجال‌آفرین، برادر کوچولو و جهانگردی اشاره کرد.